# Wire catcher

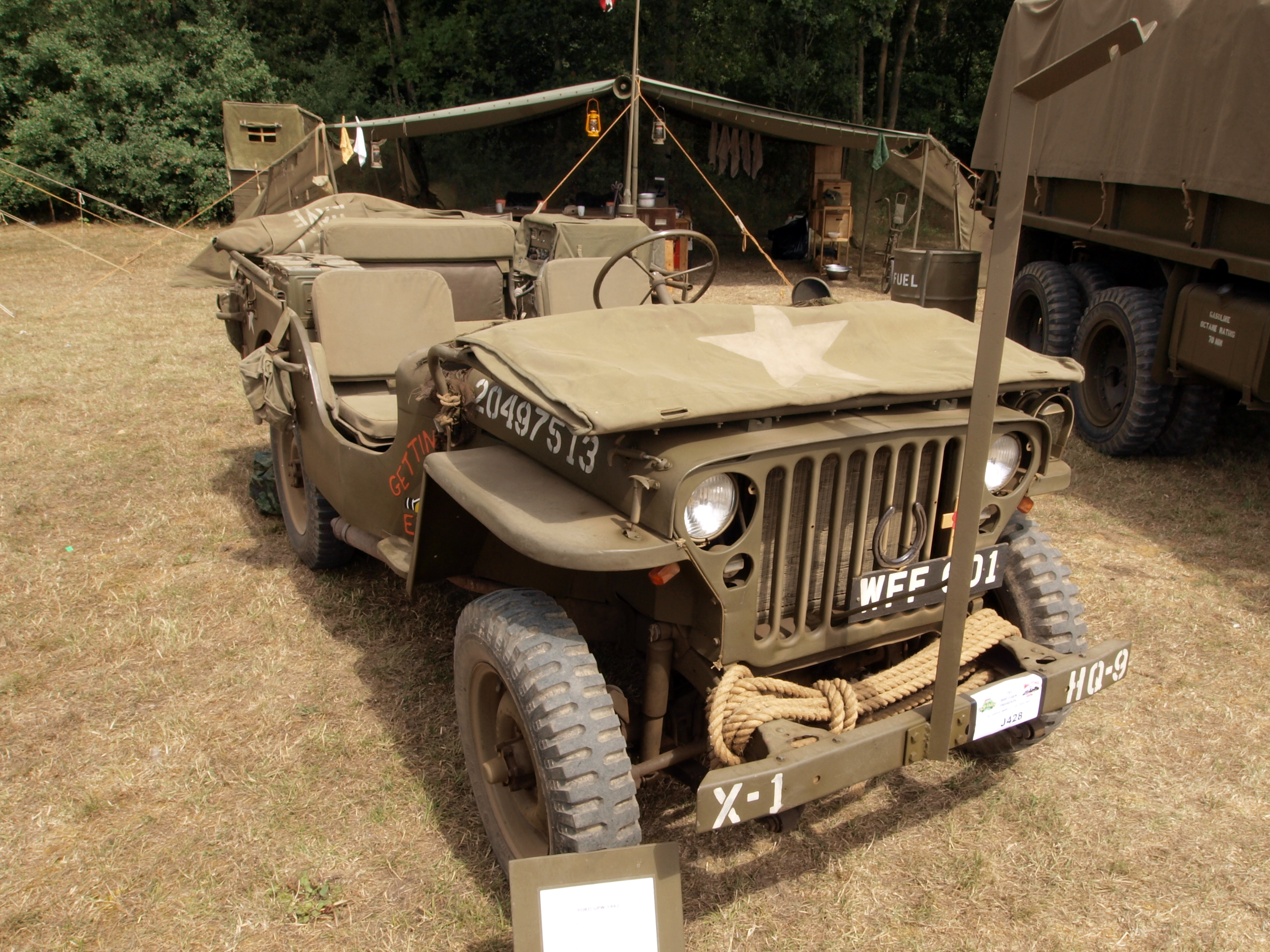
1942 Ford GPW mit Wire catcher

Ein Wire catcher (auch bekannt als Wire Cutter und Wire Anti-Decapitation Device) ist ein Drahtfänger mit Schneideschlitzen, der als Vorrichtung an militärisch genutzten Fahrzeugen zum Schutz vor über die Fahrbahn gespannten Drahthindernissen angebracht ist. 
Der Begriff stammt von dem bekannten Einsatz dieser Hilfs-Konstruktion an amerikanischen Jeeps im Zweiten Weltkrieg.

## Geschichte
Bereits im Ersten Weltkrieg wurden Radfahrzeuge mit einer solchen Vorrichtung versehen. An einem Killen-Strait Traktor montiert, demonstrierten die Briten 1915 die Funktion des Drahtschneiders. Eine solche wurde vorne am Traktor am Ende zweier nach vorne ragender Metallstangen angebracht. Der Traktor wurde auf ein Feld mit gespannten Drähten gefahren. Die Schneidevorrichtung funktionierte bei genauer Höhe, scheiterte jedoch, sobald Drähte auf anderen Höhen gespannt waren und wurde deshalb nicht eingeführt. Die Entwicklung der alliierten schweren Panzer des Ersten Weltkrieges, die Drahtsperren einfach durch ihre Konstruktion bedingt niederwalzten, sorgte dafür, dass das Thema nicht weiter verfolgt wurde.
Im Zweiten Weltkrieg gehörten Drahtsperren früh zur Taktik der deutschen Abwehr, so führte die Panzerabwehr teilweise Stahldrahtrollen auf ihren Fahrzeugen mit, um an bestimmten Stellen den Vorstoß des Gegners aufzuhalten und um Zeit für das Bekämpfen des Gegners zu erhalten. Später spannte die deutsche Abwehr Drähte über Straßen, um schnelle gegnerische Aufklärungstrupps in offenen Fahrzeugen und Kradmelder zu stoppen und zu verletzen. Improvisierte Wire catchers wurden auch auf Jeeps montiert.
Auch während des Vietnamkrieges fanden Wire catcher Verwendung.
Da es sich um eine technisch anspruchslose Abwehrmaßnahme handelt, eignen sich Drahtsperren auch heute noch hervorragend für die Guerilla-Kriegsführung. Insofern setzen auch heute reguläre Streitkräfte, die sich schnell und motorisiert bewegen, entsprechende Vorrichtungen ein, wenn sie solche Hindernissen zu bewältigen haben.

## Entwurf
Ein Wire catcher besteht aus einem Eisenwinkel, der vertikal an die horizontale Stoßstange eines Geländefahrzeugs, zum Beispiel eines Jeep, angebracht ist. Er reicht über die Kopfhöhe derjenigen, die im Fahrzeug fahren hinaus, und ist ein Stück unterhalb des oberen Endes derart eingekerbt, dass ein über die Straße gespannter Draht gefangen und zerschnitten wird.

## Galerie

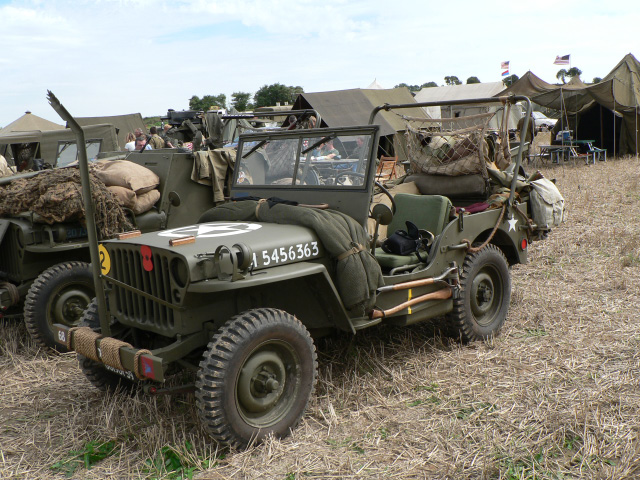
1945 Willys Jeep mit Wire catcher
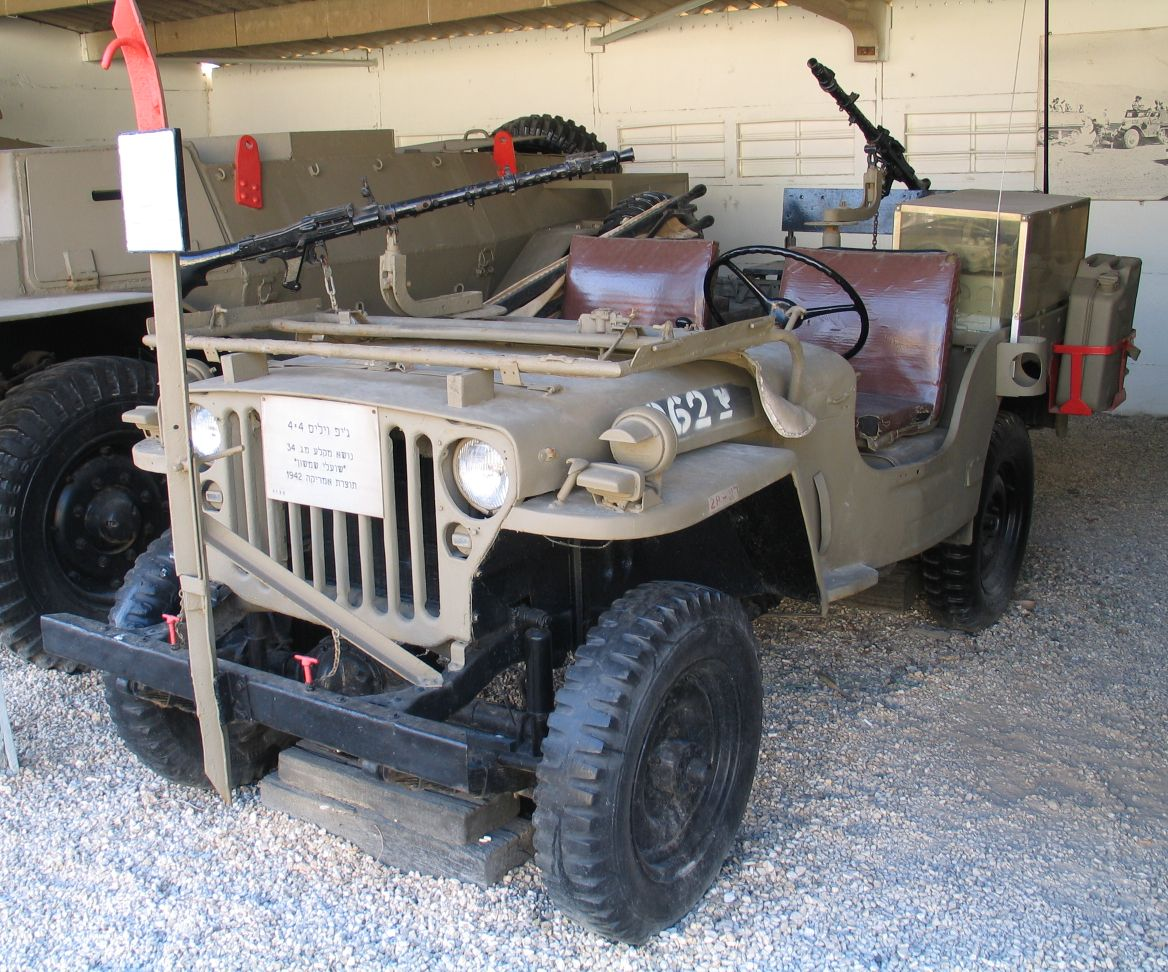
Willys MB Jeep der Samson's-Foxes-Einheit beim Unabhängigkeitskrieg (1948) mit Wire catcher
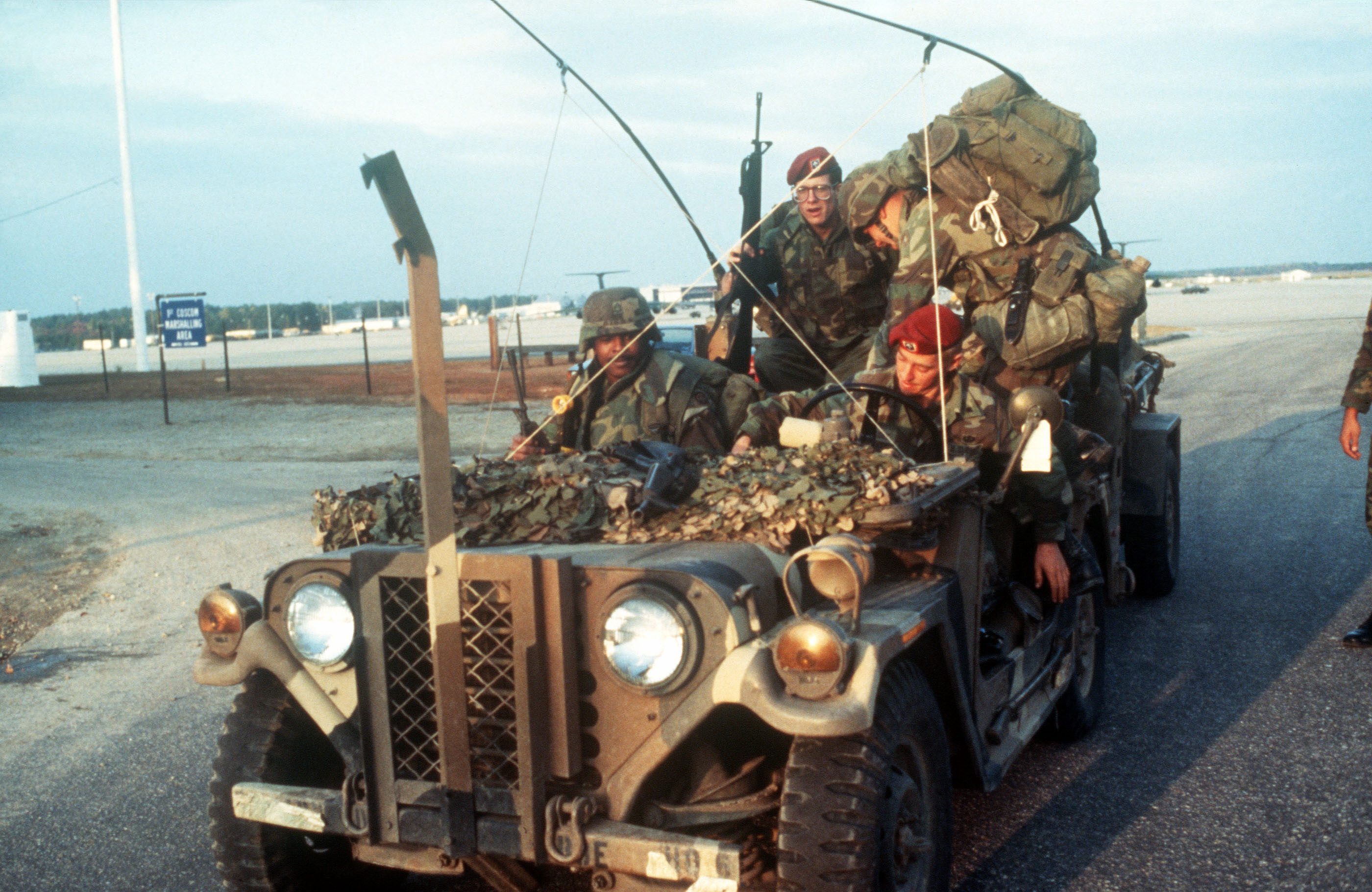
Ford M151 MUTT mit Wire catcher, 1983 Grenada, "Operation Urgent Fury"
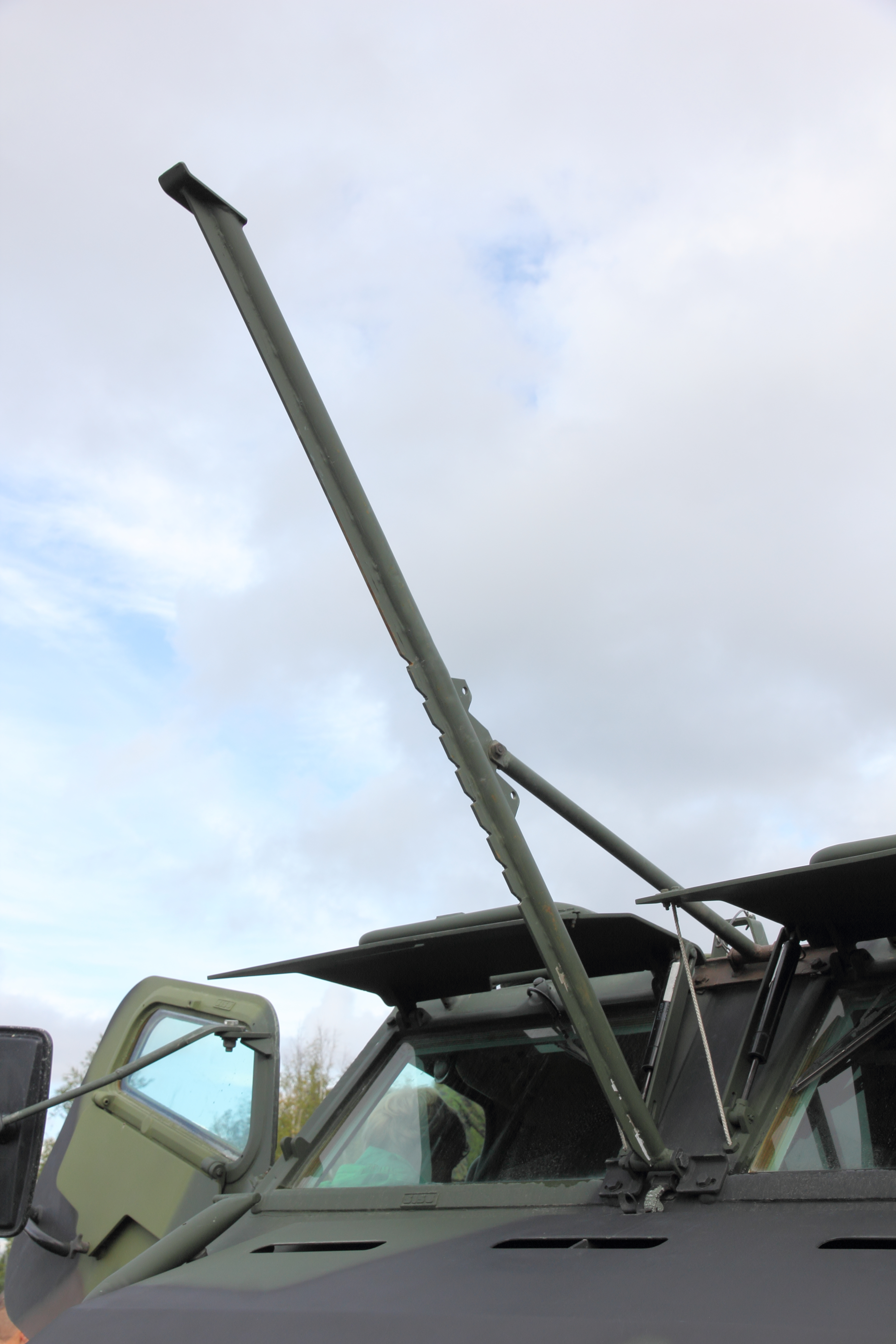
Sisu Pasi mit Wire catcher